# Neobisium carcinoides
Neobisium carcinoides is een bastaardschorpioen uit de familie Neobisiidae. Hij wordt in heel Europa gevonden, met uitzondering van Griekenland, Wit-Rusland en Rusland. De typelocatie ligt 7 km ten zuiden van Straatsburg, in het departement Bas-Rhin, Elzas, Frankrijk.

## Kenmerken
De lichaamslengte is 1,7–3,5 mm, maar ligt meestal tussen 2,2 en 3 mm. Het lichaam is geelachtig tot bruinachtig of grijs. De kop is bruin en bevat de twee ogen die bovenop het lichaam zitten. Opvallend zijn de roodbruine, schaarvormige pedipalpen aan de voorzijde van het lichaam. Over de buik (opisthosoma) lopen bruine, glanzende horizontale strepen die duidelijk afsteken tegen de lichte basiskleur. De buik is rond in dwarsdoorsnede. De vier paar poten zijn bruin gekleurd.
Kenmerkend voor deze soort is steeds 1 grote en twee kleine tandjes naast elkaar op de scharen.

## Voorkomen
De soort is wijdverbreid in Midden- en Noord-Europa, maar ook in het oosten tot aan de Kaukasus. De meeste waarnemingen komen uit Groot-Brittannië, Ierland, centraal tot zuidelijke delen van Noorwegen en Zweden, Denemarken, Duitsland, Nederland, België, Luxemburg, Frankrijk, Polen, Oostenrijk en Estland. Er is ook bewijs uit IJsland, Zuid-Finland en andere landen in Oost-Europa. De soort komt ten zuiden van de Alpen voor. De soort wordt gevonden in het bereik van zeeniveau tot meestal 900 m, maximaal tot 3000 m hoogte.

## Habitat
De soort leeft in het bladafval van bossen (voornamelijk beukenbossen, maar ook naald- of gemengde bossen), heide, struiken, in mos (bijv. veenmos) of in de grond, zeldzamer onder schors of bij vogelnesten. Vochtige ruimtes hebben de voorkeur. Per vierkante meter bosbodem is vaak een groot aantal van deze bastaardschorpioenen te vinden. In graslanden, duinen of kwelders leven ze onder rottende vegetatie.

## Levenswijze
Op zoek naar voedsel lopen de dieren rond met ver naar voren gehouden klauwen (pedipalpen). Zij voeden zich met springstaarten, stofluizen en andere kleine zespotigen. Volwassen dieren zijn in alle maanden te vinden. De mannetjes leggen hun zaadpakketjes (spermatoforen) op de grond, die later worden opgepakt door een passerend vrouwtje. In mei zijn de vrouwtjes druk bezig met het broeden. Ze maken in het grondstrooisel of onder stenen een broedkamer van spinsel en kluiten aarde voor camouflage, waarin ze hun eieren en later de jongen aan de buikzijde dragen en voeden, waarbij de eieren al een voedingsvloeistof opnemen die wordt uitgescheiden door de moeder. Tijdens dit proces zwellen de eieren. Enkele dagen na het uitkomen van de eieren zijn de jongen gehard en onafhankelijk geworden.